# Roar (OWVの曲)
「Roar」（ロアー）は、OWVの3rdシングル。2021年3月31日にユニバーサルシグマから発売された。

## 解説
前作「Ready Set Go」から約2ヶ月ぶりのリリース。 2021年2月4日に発売が発表された。

シングルクコンセプトは“上がる”で、クリエイティブコンセプトは「野生感」と「貴公子」を組み合わせた“野公子”。表題曲は自分たちがこの世界でのし上がって行くという強い意志を込めた激しく挑戦的なダンスナンバーで、MVは二宮“NINO”大輔監督による荒廃的な場所で下克上していく強い意志を表現したものとなっている。

振り付けは前作に引き続き韓国の振り付け師チームLOOKが手掛ける。

## 収録曲
全形態共通
1. Roar(3:16)
作詞：Lauren Kaori/ 作曲：MLC,Gustav Mared/ 編曲：Gustav Mared for Hitfire Production
2. Beautiful (3:04)
作詞：HIROMI/ 作曲：Jeremy G(Future Sound),Willie Weeks,Ben Trickey/編曲：Willie Weeks,Ben Trickey
3. What you waitin’for(4:09)
作詞：HIRO/ 作曲：Dirty Orange,HIRO(Dizg,inc.Group)/ 編曲：Dirty Orange,HIRO(Dizg,inc.Group)

### 形態
- 通常盤-CDのみ[6]
- 初回盤-CD+DVD(MV、メイキングビデオ)[7]
- FC限定盤-CD+DVD(MV、メイキングビデオ)+フォトブック[3]